# Virginia Slims of Los Angeles 1977
Il Virginia Slims of Los Angeles 1977 è stato un torneo di tennis giocato sul cemento indoor. È stata la 4ª edizione del torneo, che fa parte del WTA Tour 1977. Si è giocato a Los Angeles negli Stati Uniti, dal 14 al 20 febbraio 1977.

## Campionesse

### Singolare
Chris Evert ha battuto in finale  Martina Navrátilová con il punteggio di 6–2, 2–6, 6–1

### Doppio
Rosemary Casals /  Chris Evert hanno battuto in finale  Martina Navrátilová /  Betty Stöve con il punteggio di 6–2, 6–4